# Гагарін Павло Гаврилович
Князь Павло́ Гаври́лович Гага́рін (1777—1850) — російський дипломат, військовий (генерал-майор, генерал-ад'ютант) та письменник із княжого роду Гагаріних. Чоловік фаворитки Павла I Анни Лопухіної-Гагаріної.

## Біографія
Син видатного сановника Гавриїла Петровича Гагаріна та Параски Федорівни, дочки Ф. М. Воєйкова. Із 1780 року був записаний у військову службу в лейбгвардії Преображенський полк.

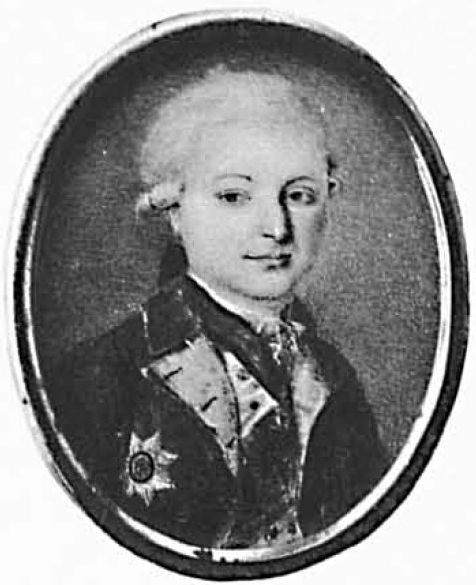
П. Г. Гагарін

28 червня 1793 року призначений флігель-ад'ютантом у штаб М. В. Репніна, в 1794 році відправився за ним в Литву на придушення польського повстання. У 1795 році відправлений до польського короля Станіслава-Августа, при якому перебував до підписання ним акта зречення (14 (25) листопада 1795 року), після чого був відправлений у розпорядження П. О. Зубова.
У 1799 році брав участь у Італійському поході і, перебуваючи у складі корпусу генерала Розенберга, з відзнакою бився при Лекко, де був важко поранений. Відправлений у червні 1799 року О. В. Суворовим кур'єром до Павла I в Санкт-Петербург. Там був нагороджений діамантовим хрестом ордена Св. Іоанна Єрусалимського, 25 листопада наданий чин флігель-ад'ютанта, а наступного дня — у генерал-ад'ютанта. Причиною такого швидкого піднесення стала фаворитка Павла I Анна Петрівна Лопухіна, з якою в лютому 1800 року він і був повінчаний. Залишивши Санкт-Петербург, переведений у Преображенський лейбгвардії полк.
У 1801 році, при Олександрі I, Гагарін відправлений надзвичайним посланником і повноважним міністром до двору короля Сардинського.
На початку 1803 року повернувся до Петербурга. У 1805 році супроводжував Олександра I в армію, що діяла проти Франції, і за відзнаку в битві під Аустерліцом нагороджений орденом Св. Анни І ступеня.
Приблизно за рік до смерті дружини (квітень 1805) вступив у романтичні стосунки з польською красунею Марією Любомирською, що також овдовіла після смерті графа В. О. Зубова.
Князь Гагарін супроводжував імператора в походах і дипломатичних поїздках: в 1808 році їздив на Ерфуртський конгрес, у 1809 році — до Фінляндії; у 1809 році був у головній ставці Наполеона. У 1812 році став директором Інспекторського департаменту. У 1813 році видав збірку творів свого батька «Забавы уединения моего в селе Богословском» (укр. Забави усамітнення мого в селі Богословському). У грудні 1814 року вийшов у відставку в чині генерал-майора, жив у Петербурзі, — в будинку на Двірцевій набережній (№ 10).
Гагарін дивував сучасників дивним способом життя: його будинок був населений хворими собаками, яких він підбирав на вулиці, і птахами, що вільно літали по будинку.
У період 1810—1830 років у тій частині будинку, яку не займав Гагарін, проживали Є. П. Луніна і А. О. Оленіна, частими гостями яких були О. С. Пушкін і О. С. Грибоєдов.
Гагарін був володарем великої бібліотеки, йому доставляли нові російські та зарубіжні видання.
Брав активну участь у діяльності масонських лож «Астрея» та «Орел Російський». Відвідував також ложу «Помираючий сфінкс»

У 1831 році одружився вдруге з балериною Марії Іванівні Спиридоновій, від якої мав дочок: Олександру (померла в молодості) і Наталію (13.02.1837-1905), що вийшла заміж за Михайла Дмитровича Жеребцова.

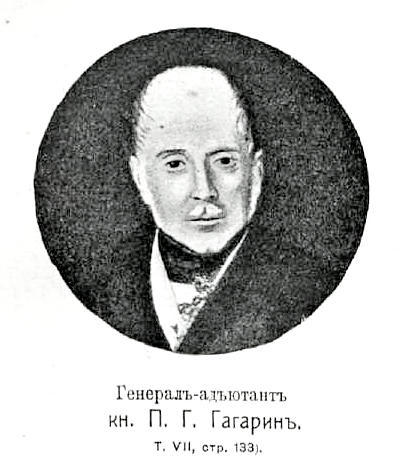

Павло Гаврилович Гагарін помер від тифозної гарячки 2 (14) січня 1850 року в місті Санкт-Петербурзі та був похований у Лазарівській церкві Олександро-Невської лаври .

## Творчість
Першою друкованою справою Гагаріна був переклад Книги Дж. Літтлтопа «Досвід чутливості, або Лист одного перса з Лондона до іншого» (1790; посв. Г. П. Гагаріну), зроблений з французького перекладу Ж.-П. Флоріана. Твір являє собою наслідування «Перських листів» Ш.-Л. Монтеск'є. У 1793—1796 роках вірші Гагаріна з підписом «К. П. Г.» и «Кн. Па. Га.» друкувалися в журналах «Чтение для вкуса» та «Приятное и полезное».
У 1809 році видав замітки про своє перебування у Фінляндії з імператором Олександром I, під заголовком: «Les treize journees ou la Finlande» («Тринадцять днів, або Фінляндія»). Збірник Гагаріна «Еротичні вірші» (СПб., 1811) за характером і стилем витриманий у традиціях поезії сентименталізму. Гагарін включив до збірки багато віршів, що публікувалися в 1790-ті роки, деякі істотно переробив, у разі потреби змінив назви.